# پودهرادی (ناحیه زلین)
پودهرادی (به چکی: Podhradí) یک منطقهٔ مسکونی در جمهوری چک است که در ناحیه زلین واقع شده‌است. پودهرادی ۳٫۴۷ کیلومتر مربع مساحت و ۲۰۰ نفر جمعیت دارد و ۳۵۴ متر بالاتر از سطح دریا واقع شده‌است.